# Vallashvärri
Vallashvärri är en kulle i Finland. Den ligger i Utsjoki kommun och landskapet Lappland, i den norra delen av landet, 1 000 km norr om huvudstaden Helsingfors. Toppen på Vallashvärri är 300 meter över havet. Vallashvärri ingår i Paistunturit.
Terrängen runt Vallashvärri är huvudsakligen platt, men åt sydväst är den kuperad.  Trakten runt Vallashvärri är nära nog obefolkad, med mindre än två invånare per kvadratkilometer. Närmaste större samhälle är Karigasniemi, 17,9 km väster om Vallashvärri. Omgivningarna runt Vallashvärri är i huvudsak ett öppet busklandskap.